# 二万村
二万村（にまむら）は、岡山県吉備郡にあった村。現在の倉敷市の一部にあたる。

## 地理
小田川支流・二万谷川の流域に位置していた。

## 歴史
二万村の地名は、古くは邇麿（）または爾麿（）と呼ばれ、後に二万となったという。
平安時代前期の914年（延喜14年）、三善清行は醍醐天皇へ提出した『意見十二箇条』において、備中介任官時に見聞した備中国下道郡邇磨郷の課丁減少を例に挙げて律令制の衰微を訴えたが、その邇磨郷が後の二万村域にあたる。
- 1884年（明治17年）、連合戸長役場制度が導入され、下道郡上二万村および下二万村を管轄下に置く下道郡第二部戸長役場が上二万村に置かれる[1]。
- 1889年（明治22年）6月1日、町村制の施行により、上二万村と下二万村の両村が合併して村制施行し、二万村が発足[2][3]。旧村名を継承した上二万、下二万の2大字を編成[3]。
- 1893年（明治26年）10月、大洪水のため堤防が決壊し大きな被害を受けた[3]。
- 1900年（明治33年）4月1日、郡の統合により吉備郡に所属[2][3]。
- 1952年（昭和27年）4月1日、吉備郡箭田町、大備村、薗村、呉妹村と合併し、真備町を新設して廃止された[2][3]。合併後、真備町大字上二万・下二万となる[3]。

### 地名の由来
次の諸説あり。
1. 古くは邇磨と記し鉱山にちなむ。
  1. 《1-a》説として
邇（）は丹（）に通じ、水銀等の鉱産物と関連する意味を持ち、すなわち、水銀等の鉱産物を産出し加工する村という意味[注釈 2][5]。
2. 白村江の戦いの頃、兵士を募集し二万人の成年男子（壮丁）が集まった。
3. 中世の荘園にちなむ。
4. 壬申の乱の際、二万大塚古墳から二万人の兵士が出現し大友皇子の軍を破った。

## 産業
- 農業[3]

## 名所・旧跡
- 二万大塚古墳[3]